# Szakoly
Szakoly község Szabolcs-Szatmár-Bereg vármegyében, a Nagykállói járásban.

## Fekvése
A település a Közép-Nyírség déli részén található Nyíradony város (Hajdú-Bihar vármegye) közelében.
Balkánytól 3 km-re keletre, Nyírmihályditól 7 km-re északnyugatra, Abapusztától 7 km-re északkeletre, Nyírgelsétől 6 km-re nyugatra és Kislétától 8 km-re (földúton) délnyugatra helyezkedik el, Nyíradonytól 5 km-re déli irányba helyezkedik el Szakolykerten keresztül haladva (részben földút) Szabolcs-Szatmár-Bereg vármegye déli részén.
Elérhetőség vasúton: Vasútállomása nincs, a Nagykálló–Nyíradony-vasútvonalon legközelebb Balkányban (4 km) volt, de ott 2007. március 4-én "ideiglenesen" megszűnt a forgalom. Nyírmihálydi állomása a (Debrecen–Nyírbátor–Mátészalka-vasútvonalon) kb. 6 km-re van.
Elérhetőség közúton: A 471-es úttól mintegy 7 km-re helyezkedik el. A településen a 4913-as számú országút halad át.
Debrecentől 37 km-re található, míg Nyíregyházától 35 km-re.

## Domborzata és vízrajza
Földrajzilag homokdombos terület, korábban tölgyek és nyírekben gazdag volt, napjainkban akác és nyárfaerdős, homokos talajú terület. A terület sokáig mocsaras terület volt, de a mocsarakat a 19-20. század között lecsapolták. Tengerszint feletti magassága változó néhol 115 m -121 m között.
A településen található a Bábaréti-tó. (Napjainkban a település határában működő bioerőmű hasznosítja.). A településen két nagyobb folyás található Szakolyi-folyás és Kállói-főfolyás, ezek időszakosan vízzel telítettek.

## Állat- és növényvilág
Az erdőkben gyakori az őz, vaddisznó, vadnyúl és a fácán. Növényvilágát tekintve a környék jellemzően akácok, nyárfák, nyírekben gazdag, sok gyógynövény is megtalálható a környéken. pl.: bodza, lándzsás útifű, máriatövis, bojtorján, pipacs kanálisok partján gólyahír és vérrehulló fecskefű stb. Házi kertekben gyakori a kamilla, kapor, régen a mák is, de a szigorú szabályok miatt ma ez már csak ritkán fordul elő.

## Története
A település kialakulását történeti leírások több, mint 700 évesre becsülik. A településen a bioerőmű építése során, rengeteg avar kori, kelta tárgyak, kelta maszkok, görög–macedón arany- és ezüstérmék, továbbá kelta vert ezüst és öntött érméket, valamint csontváz lelet kerültek elő, így valószínűleg még régebb óta lakott ez a terület. A leletek alapján, már Krisztus előtt a II-I. században lakott volt ez a terület.
III. Béla magyar király uralkodása idején az ország öt ispotálya közül az egyik Szakolyban működött.
Már az 1290-ben voltak feljegyzések, melyek említik a települést Ina-Szakola néven. Ezért úgy tartják, hogy a Szakoly szláv eredetű helynév, melynek jelentése: sólyom. Ez azonban tévedés, mert a községet egy 1326. évi oklevélben Zakul, illetve Zokul néven említik, ami a székely név egyik változata (THÚRY József: A székelyek eredete, 142. oldal).
1320. Dózsa nádor elnöklete alatt megyegyűlés volt Szakolyban.
1487-ben a falu a Zakoly család birtoka volt.
Az ősrégi jellegét ma is őrzi a Földvár nevű dűlő, ahol a monda szerint földvár állott.
A török pusztítása idején csaknem lakhatatlanná vált, újjáépítése a 18. század végére tehető. A település ezidőtájt, Magyarország és az Erdélyi Fejedelemség határ települése is volt, így hol, Erdély része, hol Magyarország része volt.
1839-ben már közel 1100 lelket számláltak. Szentmiklóssy Sándornak kis úri lakja volt, melyet 1895-ben építtetett, jelenleg eredeti állapotában óvodaként működik. Damjanich seregei a debreceni csatába Szakoly községen keresztül az akkori Debreceni utcán (mai nevén Rákóczi utcán) vonultak keresztül.
Jelentős volt a gróf Tisza-féle kúria, amelyben Móricz Zsigmond író is járt, és az itt eltöltött vigadalom alapján írta meg a Kivilágos kivirradtig című regényét.
1919. szeptember 23-án a magyar–román háborúban Szakolyt, Szabolcs vármegyétől elszakították, és Szatmár vármegyéhez csatolták, ezzel a Nagy-Románia részévé vált. Ez az állapot nem tartott sokáig, 1920 áprilisában a románok kivonultak Kelet-Magyarországról, és június 4-én a trianoni békeszerződés meghúzta az új országhatárt, ezzel Szakoly ismét Magyarország része lett.
1900-as évek elején Móricz Zsigmond író, legációba itt tartózkodott, majd negyed századdal később szakolyi emlékeit felhasználva megírta a Kivilágos kivirradtig című regényét, amellyel 1926-ban készült el. Móricz később is többször visszalátogatott barátjához Szakolyba.
A Horthy-korszak idején sok magyar és zsidó család kivándorolt Amerikába (USA., Kanada, Dél-Amerikába), valamint Nyugat-Európába. Akik később hazatérek ők földbirtokosok lettek.
1945-ben a legelsők között került sor a földosztásra, amely során 600 család részére mintegy 5000 hold földet osztottak ki. A település eltartó és megtartó képessége ebben az időben szintén robbanásszerűen megerősödött.
1948-ban megépült az új orvosi rendelő, az 50-es években új postával és iskolával gazdagodott a település.
1949-ben megalakult az Aranykalász, 1960-ban az Árpád, 1961-ben a Virágzó Szakszövetkezetek, melyek 1980-ban egyesültek a Egyetértés MGTSZ néven. Ennek következménye a dinamikus fejlődés megindulása, és új munkahelyek létesülése.
1950-es évekig Szakolykert, Szakoly település része volt, de a szakolykerti lakosok a megyerendezések során, szavazással Nyíradonyhoz csatlakoztak.
A napjainkban ismert Szakoly területe a 19–20. század során a korábbi családi birtokok összevonásából jött létre.
1970-es években a település gazdaságilag is fellendült, a településen létrejött a varroda, ahol textilipari termékek készültek a 90-es évek végéig és a fűrésztelep. Akkor ezek is tönkrementek a gazdasági válság idején.
1990-es években a teljes településen kiépítették a közműhálózatot és leaszfaltozták az utakat.
1992-ben megalakult a tűzoltóság.
1998-ban Létrejött a település határában a Dél-Nyírségi szilárd hulladéklerakó, valamint a gyümölcsaszalóüzem, amelyet Bíró Boldizsár, a Népjóléti és Családügyi Minisztérium helyettes államtitkára (1998) helyezett ünnepélyes keretek között üzembe.

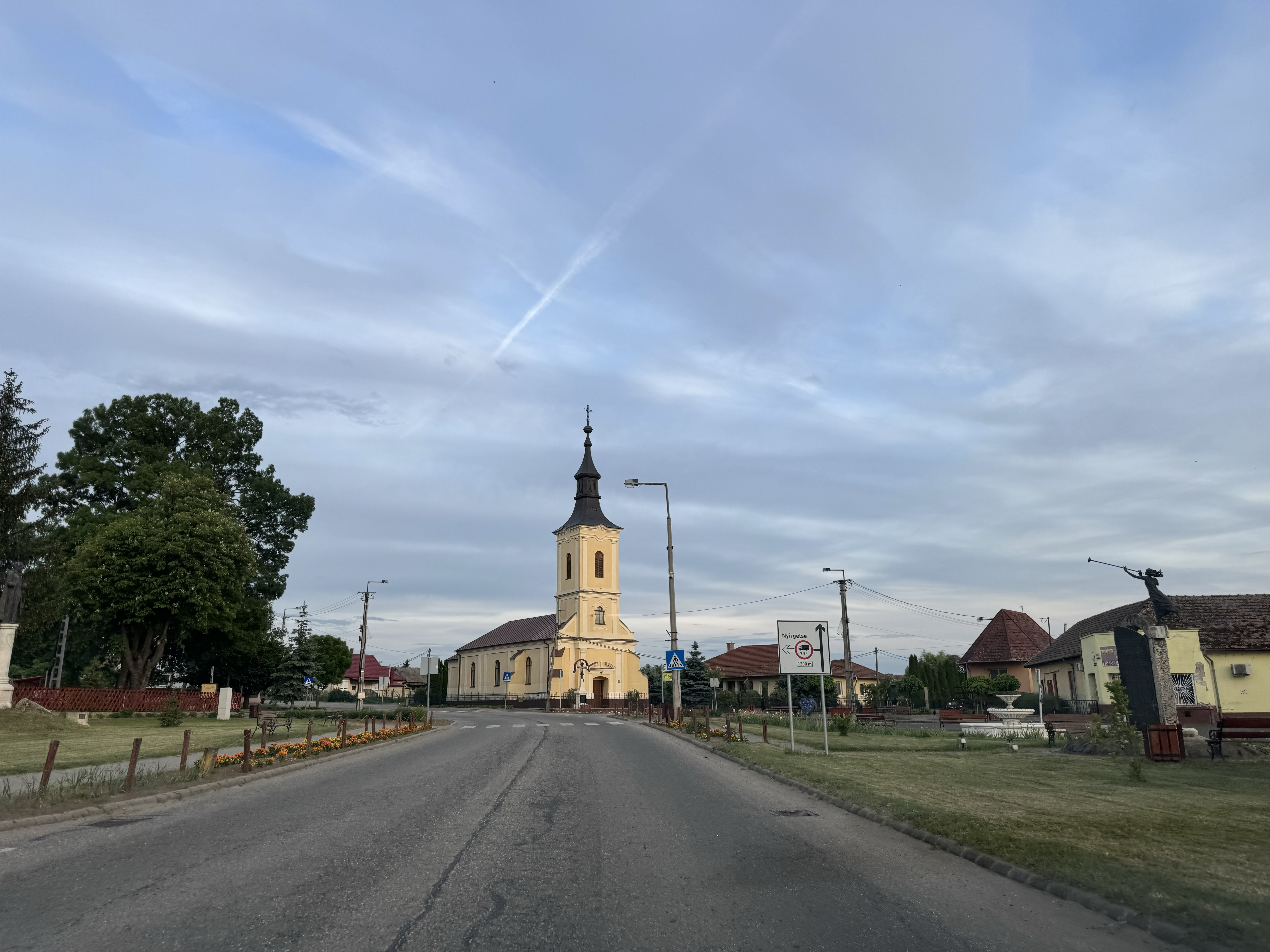
Szakoly, Fő tér

A 2000-es évek elején a település szépen fejlődött, de 2001-ben tornádó sújtotta: soha korábban nem jegyeztek fel még hasonlót sem. Még Dr. Vonza András földművelésügyi és vidékfejlesztési miniszter is ellátogatott Szakolyba megtekinteni a vihar utáni károkat.
2006-ban letették Magyarország első zöldmezős beruházásának alapkövét Szakolyban. Elkezdték felépíteni az első zöldmezős bioerőművet, melyet 2009-ben adtak át. 2008-ban rengeteg vállalkozás ment tönkre a gazdasági válság idején (bezárt a településen működő gyümölcsaszalóüzem, üzemanyagtöltő állomás stb.) 2010-ben a települést másodjára, ismét súlyos szélvihar sújtotta, több napos elektromos áram- és vízhiányt okozva. 2016-ban a vezetők hibájából kifolyólag a település a csőd szélére sodródott.

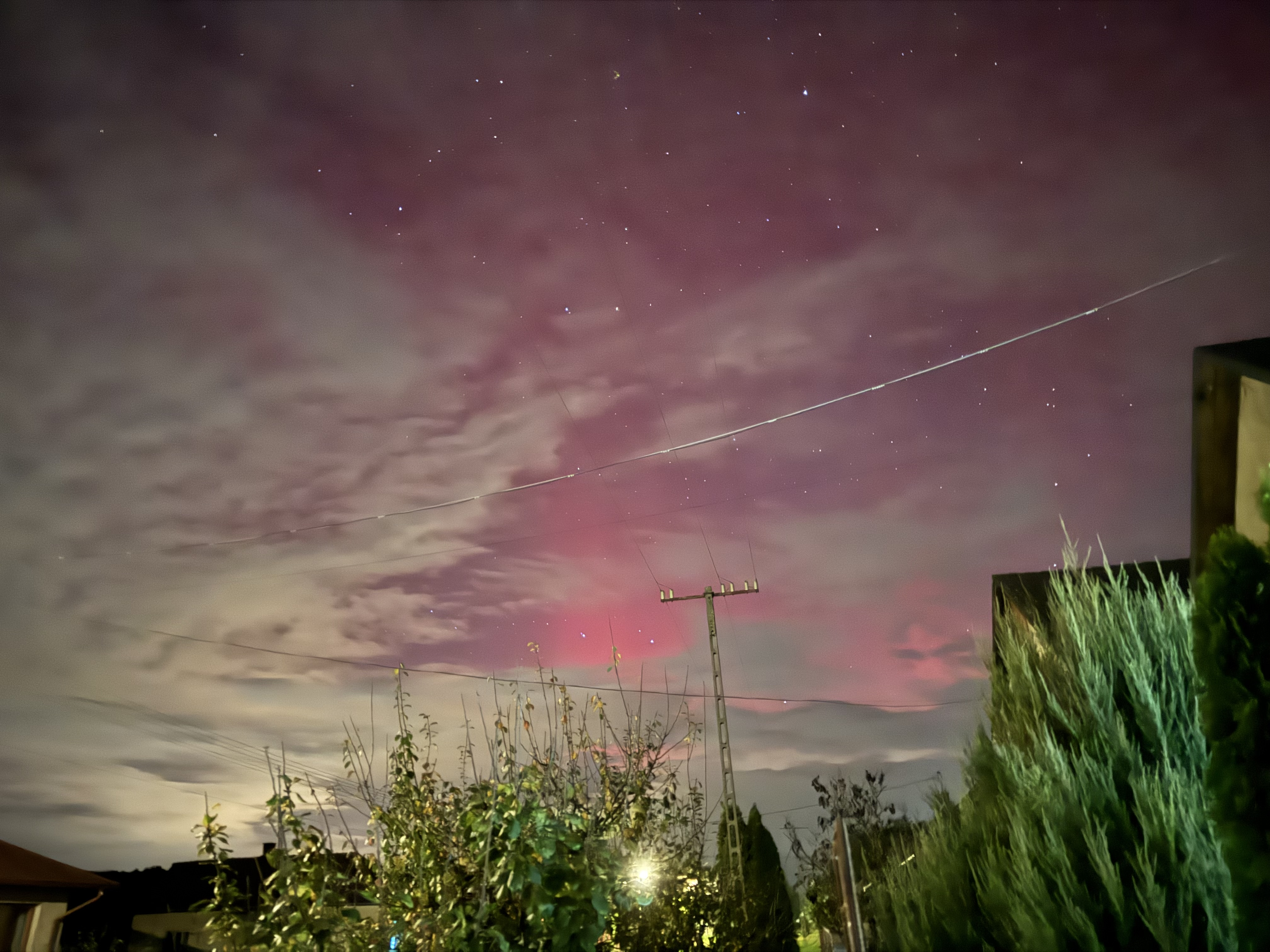
2024.-es Sarki fény Szakoly településen

Felmerült Szakoly település Hajdú-Bihar megyéhez való átcsatolása, de ez a mai napig nem rendeződött, ám a lakosoknak egyes szolgáltatásokért már át kell járniuk Hajdú-Biharba, pl. orvosi ügyelet. A település új vezetése első intézkedései között gondoskodott arról, hogy az orvosi ügyelet visszakerüljön a lakosok által könnyen megközelíthető Balkányba, ez 2020. április 1-jétől valósult meg.
Az 1949-ben épült római katolikus templomot 2022-ben le kellett bontani, mert az építéskor rossz minőségű anyagokat használtak fel és a talajviszonyok sem voltak megfelelőek, így az 1996-ban hozzáépített torony dőlni kezdett, a templom statikailag életveszélyes állapotba került. Ezek után a templomot újjáépítették, az elkészült épületet 2023-ban szentelték fel.
2024. október 10.-én rendkívüli ritka jelenség volt megfigyelhető. A településen sarki fény volt látható.

## Közélete

### Polgármesterei
- 1990–1994: Rényai János (független)[6]
- 1994–1998: Rényai János (független)[7]
- 1998–2002: Rényai János (független)[8]
- 2002–2006: Rényai János (független)[9]
- 2006–2010: Szűcs Gabriella (független)[10]
- 2010–2014: Szűcs Gabriella (független)[11]
- 2014–2019: Szűcs Gabriella (független)[12]
- 2019–2024: Bacskai Erzsébet (Polgárok Egyesülete Szakolyért)[13]
- 2024– : Bacskai Erzsébet (Fidesz-KDNP)[1]

## Népesség
A település népességének változása:
| Lakosok száma | 2795 | 2771 | 2743 | 2577 | 2620 | 2575 | 2539 |
|               | 2013 | 2014 | 2015 | 2021 | 2022 | 2023 | 2024 |

2001-ben a település lakosságának 98%-a magyar, 1%-a cigány, 1% egyéb nemzetiségűnek vallotta magát.
A 2011-es népszámlálás során a lakosok 81,8%-a magyarnak, 3,4% cigánynak mondta magát (18,2% nem nyilatkozott; a kettős identitások miatt a végösszeg nagyobb lehet 100%-nál). A vallási megoszlás a következő volt: református 32,7%, görögkatolikus 23,2%, római katolikus 17%, evangélikus 0,2%, felekezeten kívüli 2,7% (23,9% nem válaszolt).
2022-ben a lakosság 88%-a vallotta magát magyarnak, 1,4% cigánynak, 0,3% románnak, 0,2% németnek, 0,1-0,1% bolgárnak és ukránnak, 0,7% egyéb, nem hazai nemzetiségűnek (11,9% nem nyilatkozott; a kettős identitások miatt a végösszeg nagyobb lehet 100%-nál). Vallásuk szerint 14,4% volt római katolikus, 28,4% református, 22,7% görög katolikus, 0,3% egyéb keresztény, 0,1% ortodox, 2,4% felekezeten kívüli (31,7% nem válaszolt).

## Gazdaság
Szakoly településen valósult meg Magyarország első zöldmezős bioerőmű beruházása, amelynek alapkövét 2006-ban helyezték le és melyet 2009. augusztus 27-én adtak át, az avató ünnepségen Gráf József földművelésügyi és vidékfejlesztési miniszter is jelen volt. A bioerőmű fásszárú biomassza tüzelésű, névleges teljesítménye 19,8  MW, mely növeli az országos hálózat ellátottságát. Továbbá a biomassza erőmű területén található a Bábaréti-tó is. Az erőmű tulajdonosa 2016 óta a Veolia francia vállalatcsoport, az erőmű fontos stratégiai szerepet tölt be mind az ország, mind a vállalat szempontjából.

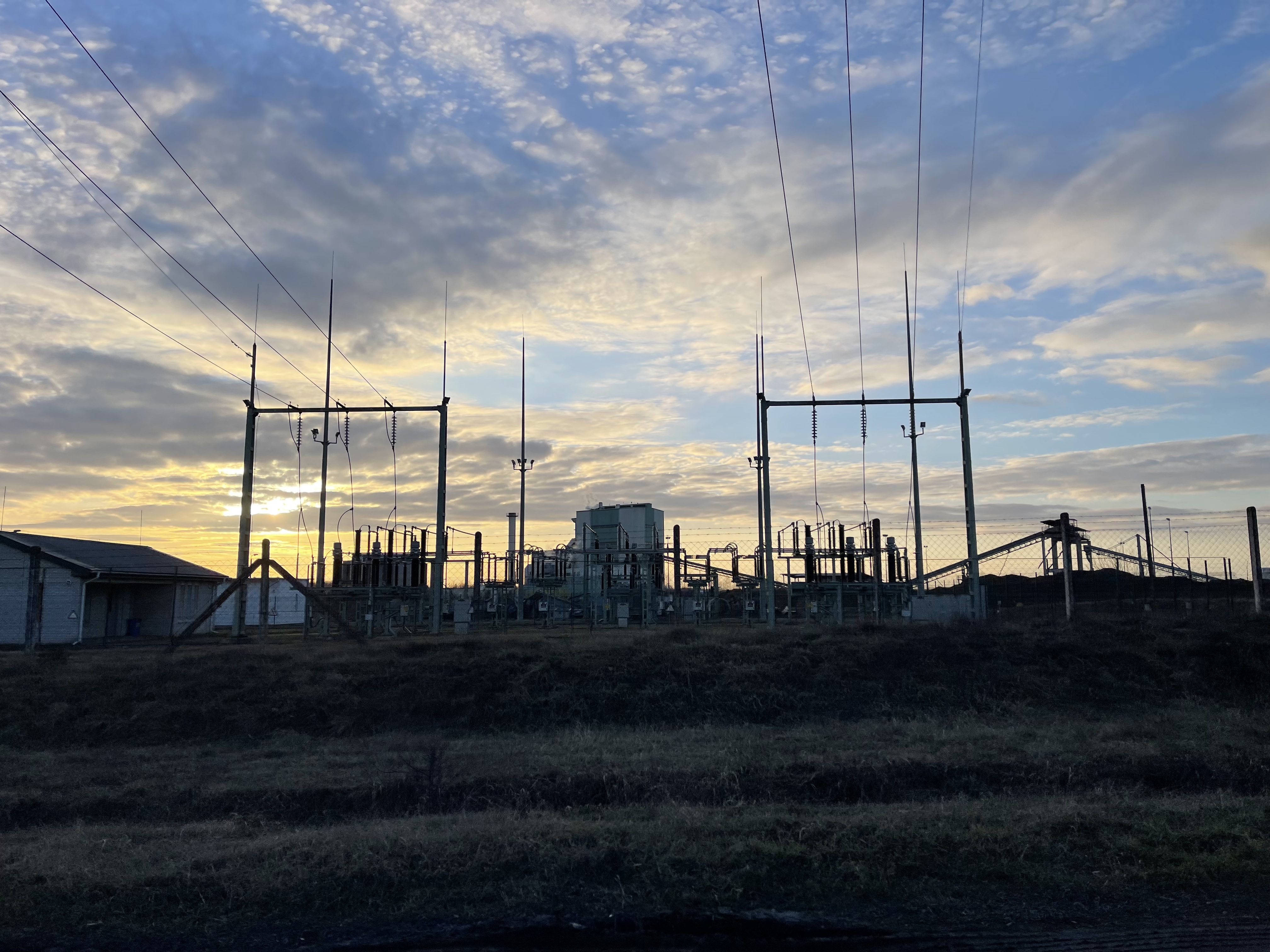
Szakolyi biomasszaerőmű

A lakosság nagy része mezőgazdaságból él (nagyobb mennyiségben termelt agráriumok: burgonya, kukorica, görögdinnye, alma, dohány). Megtalálható a településen a szolnoki dohányfermentáló Zrt. (DOFER Zrt.) képviseleti irodája is, de napjainkra a dohánytermesztés visszaesett. A településen élők másik fele a környező városokban (Balkány, Nyíradony, Nagykálló, Nyíregyháza, Debrecen) dolgoznak. A munkanélküliségi ráta az aktívkorúak között a településen alacsony.
A településen 60 °C-os termálvíz található, de ez mind a mai napig nincs gazdaságilag hasznosítva.

## Infrastruktúra
A településen található háztartások 95%-a be van kapcsolva a közmű hálózatokba (víz, szennyvíz, elektromos áram). A háztartások 95%-ban internet elérhetőség is rendelkezésre áll, de a település központjában szabad Wi-Fi hálózat is elérhető. Mobil hálózatokat tekintve mindhárom nagy hazai mobil szolgáltatónak kiváló hálózati lefedettsége van a településen, mind a mobil, mind az internet hálózat (5G) is kiváló, TV-szolgáltatást tekintve viszont a digitalizálás óta csak a Telekom tud nézhető szolgáltatást nyújtani.

## Oktatási és művelődési intézmények

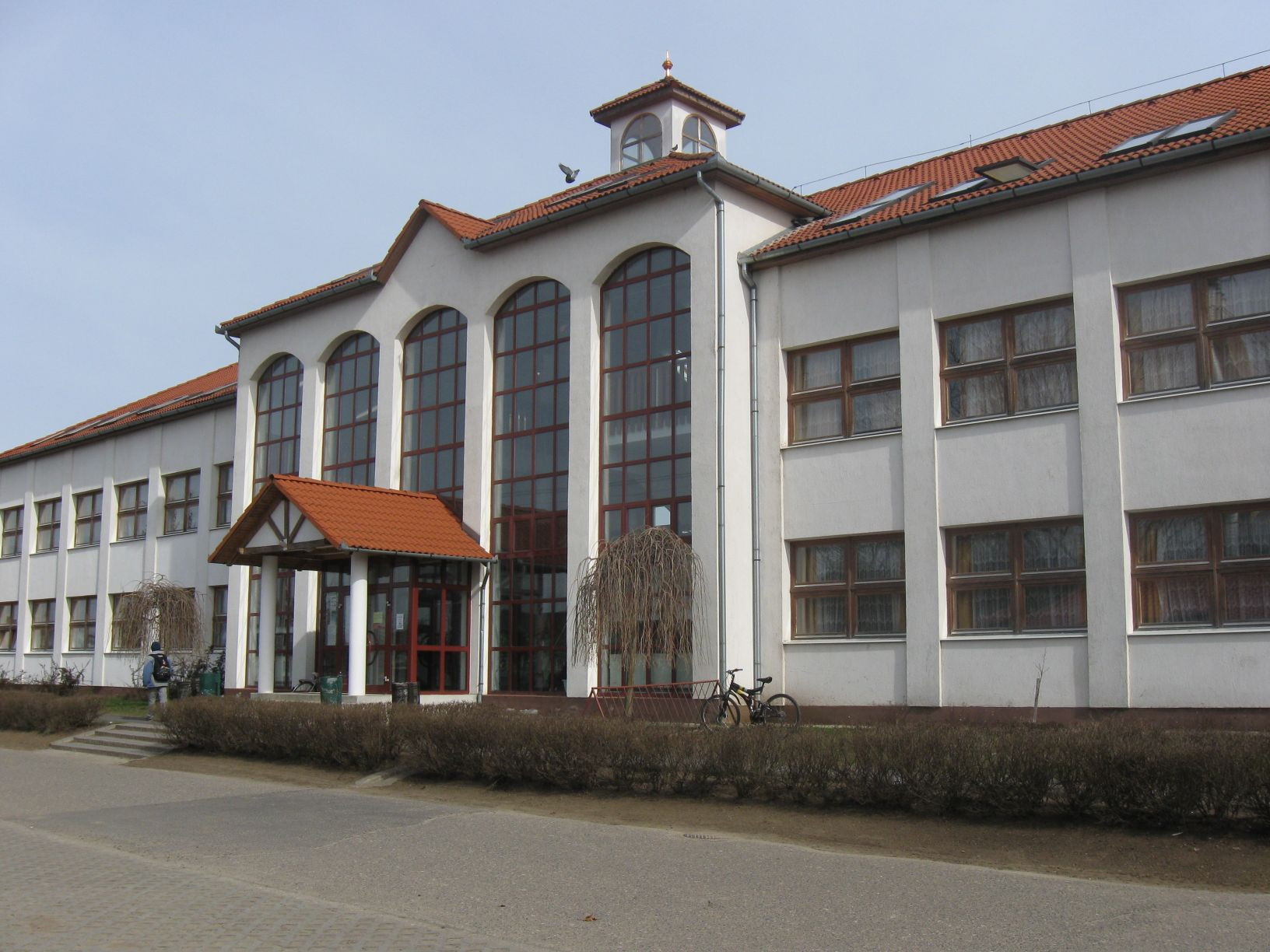
Arany János Általános Iskola, Szakképző Iskola és Gimnázium
- Szakolyi Micimackó Óvoda (volt Szentmiklóssy kastély)
- Petőfi Sándor Művelődési Ház – IKSZT
- Móricz Zsigmond Községi Könyvtár
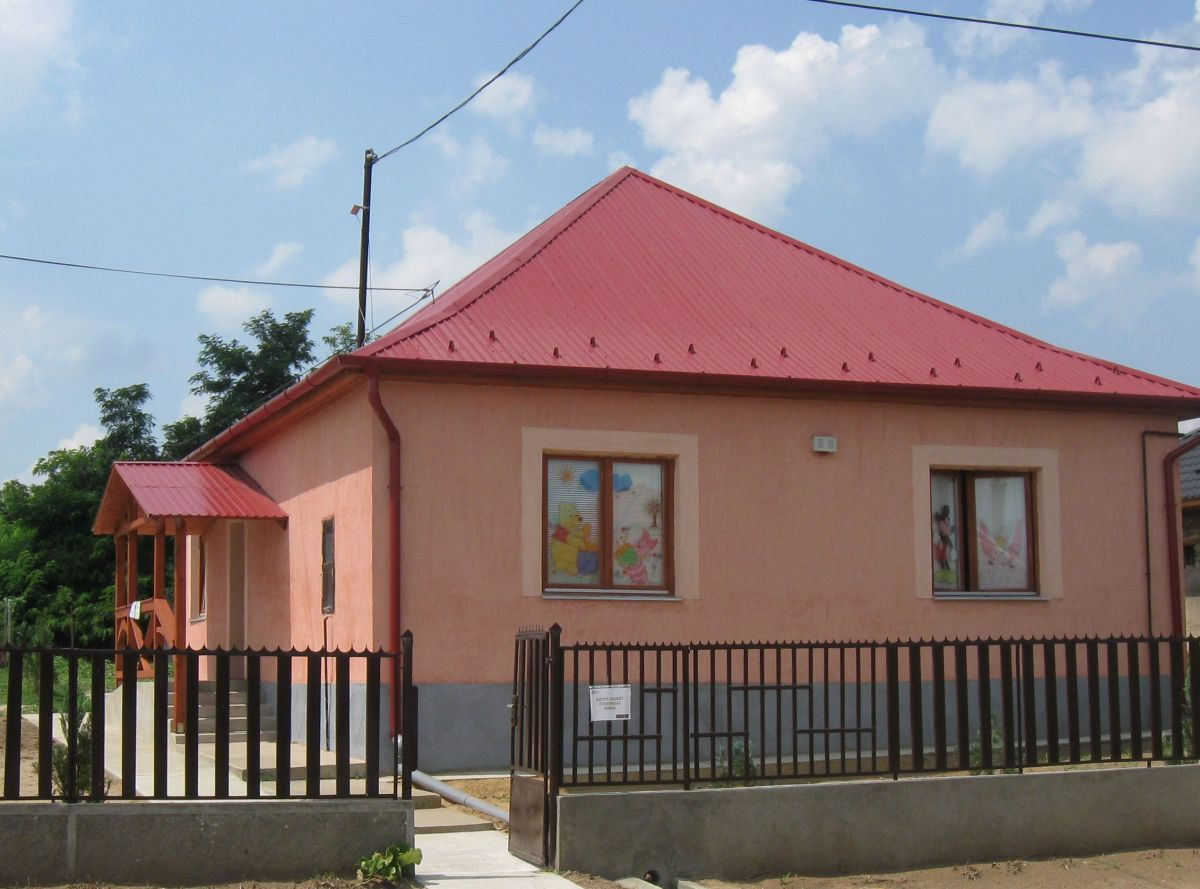
Biztos Kezdet Gyerekház
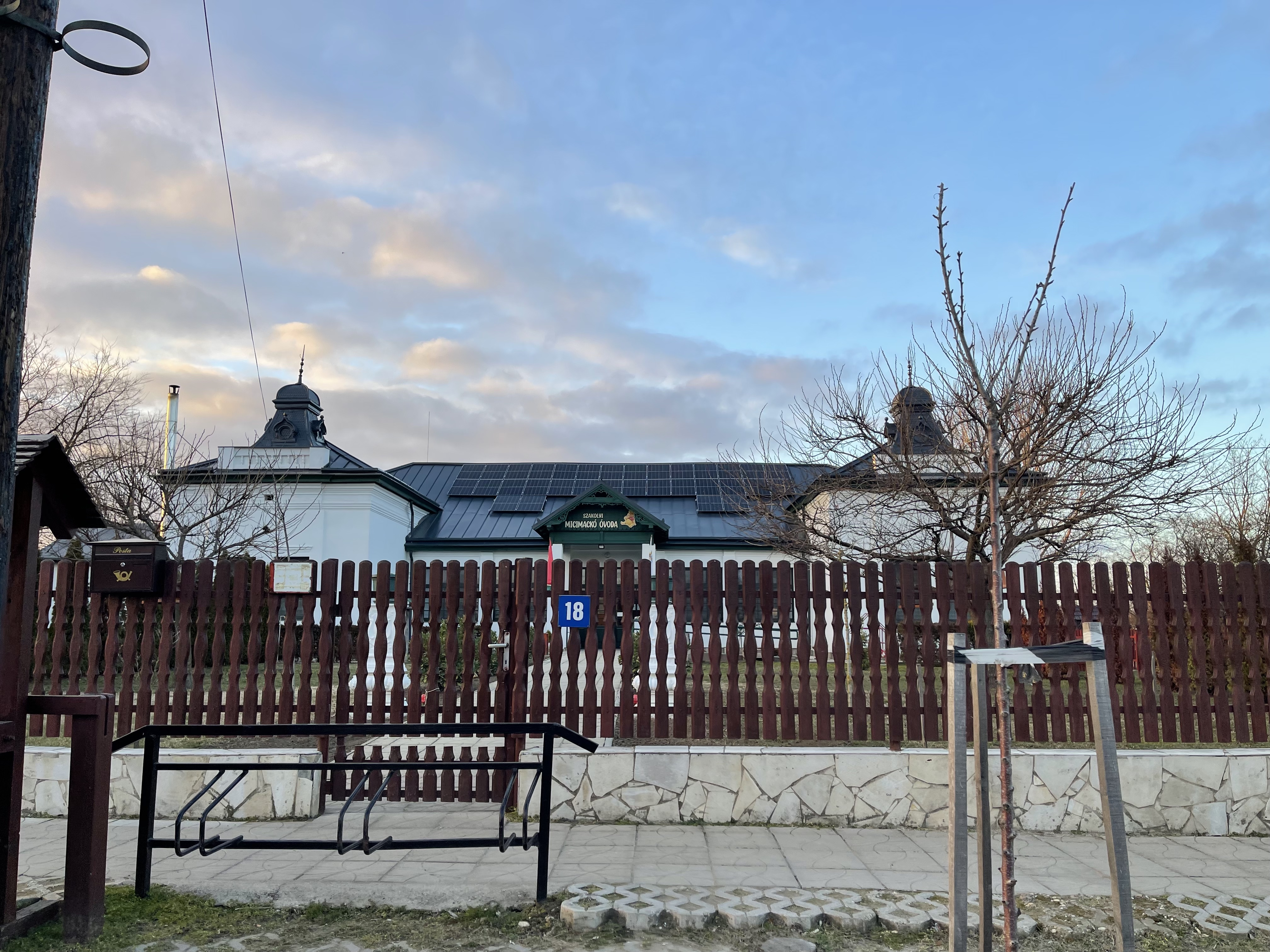
Micimackó Óvoda
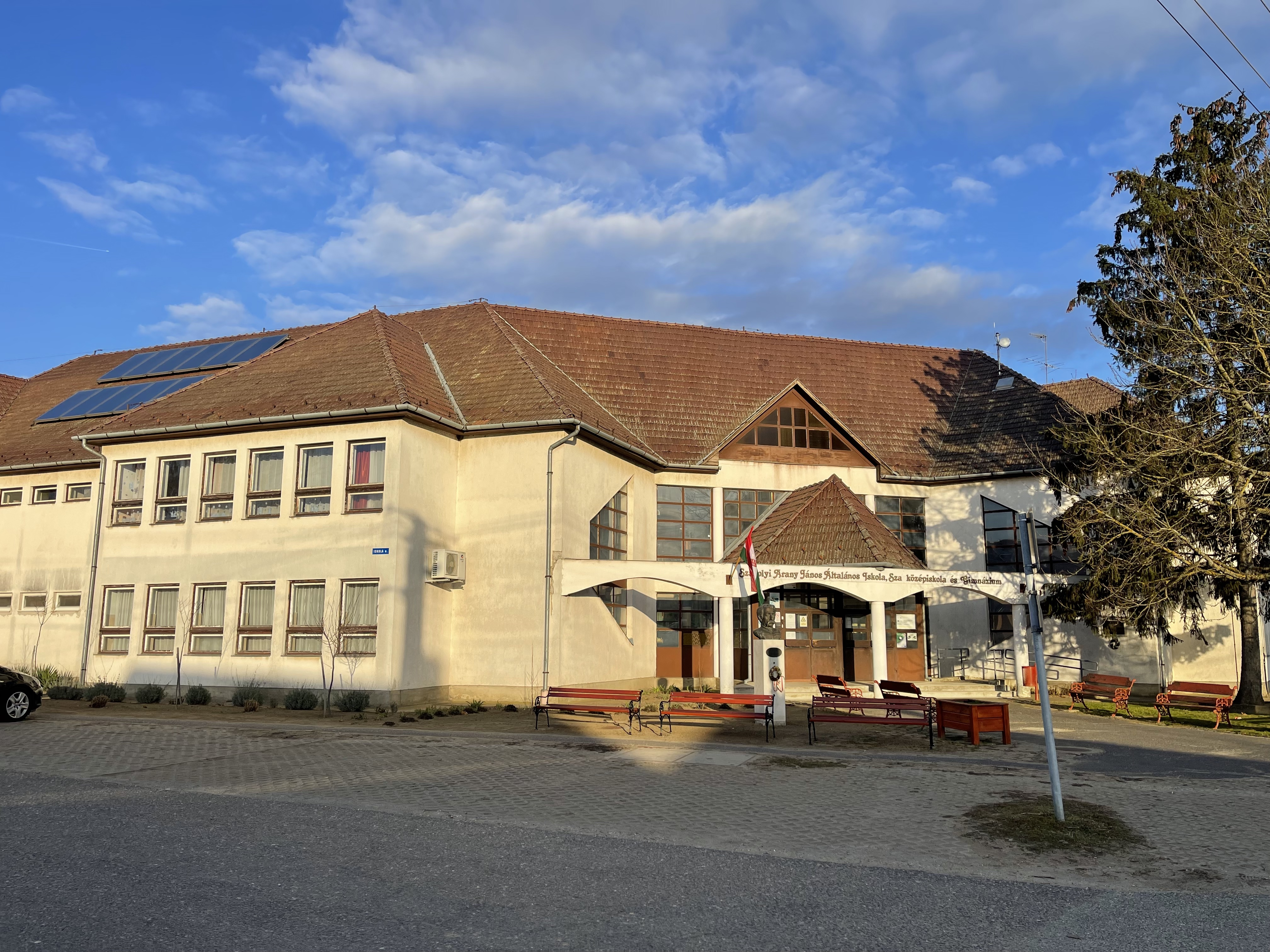
Arany János Általános Iskola
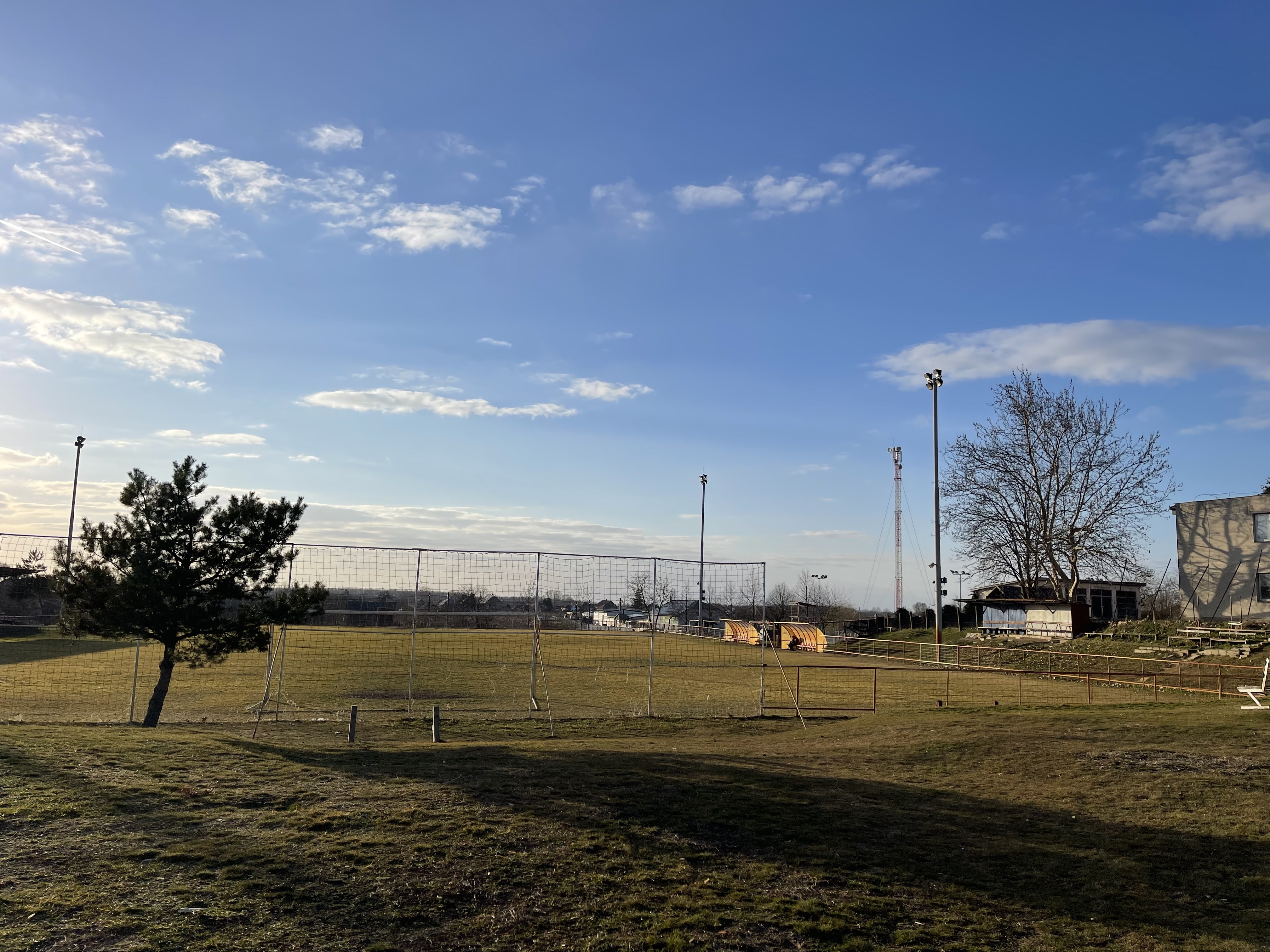
Szakolyi Futballpálya

- Arany János Általános Iskola, Szakképző Iskola és Gimnázium
- Biztos Kezdet Gyerekház
- Micimackó Óvoda
- Arany János Általános Iskola
- Szakolyi Futballpálya

A szakolyi lakosság képzettségeA lakosság képzettségének megoszlása %-os arányban: 98% befejezi a 8. osztályt, ezt követően 35% szakmunkásképzőben folytatja tanulmányait, 25% középiskolában (szakgimnázium), vagy gimnáziumban, míg a lakosság 6% végez felsőfokú tanulmányokat (egyetem, főiskola). Analfabétizmus a lakosság 2%-át érinti.

## Vallás és egyházak

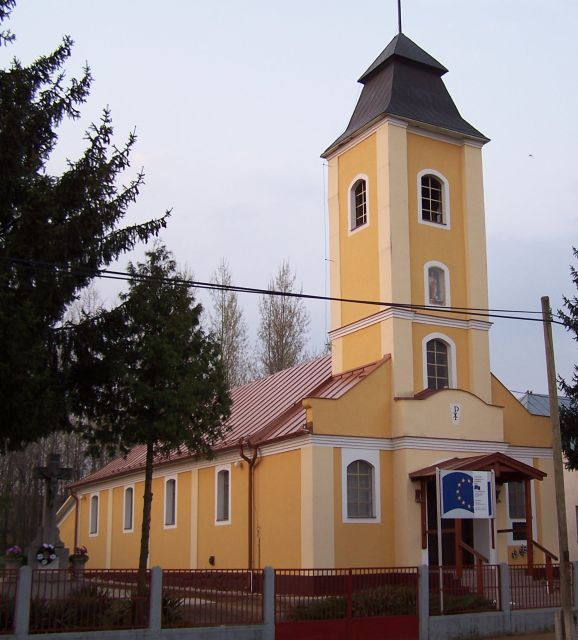
Szent István király Római katolikus templom
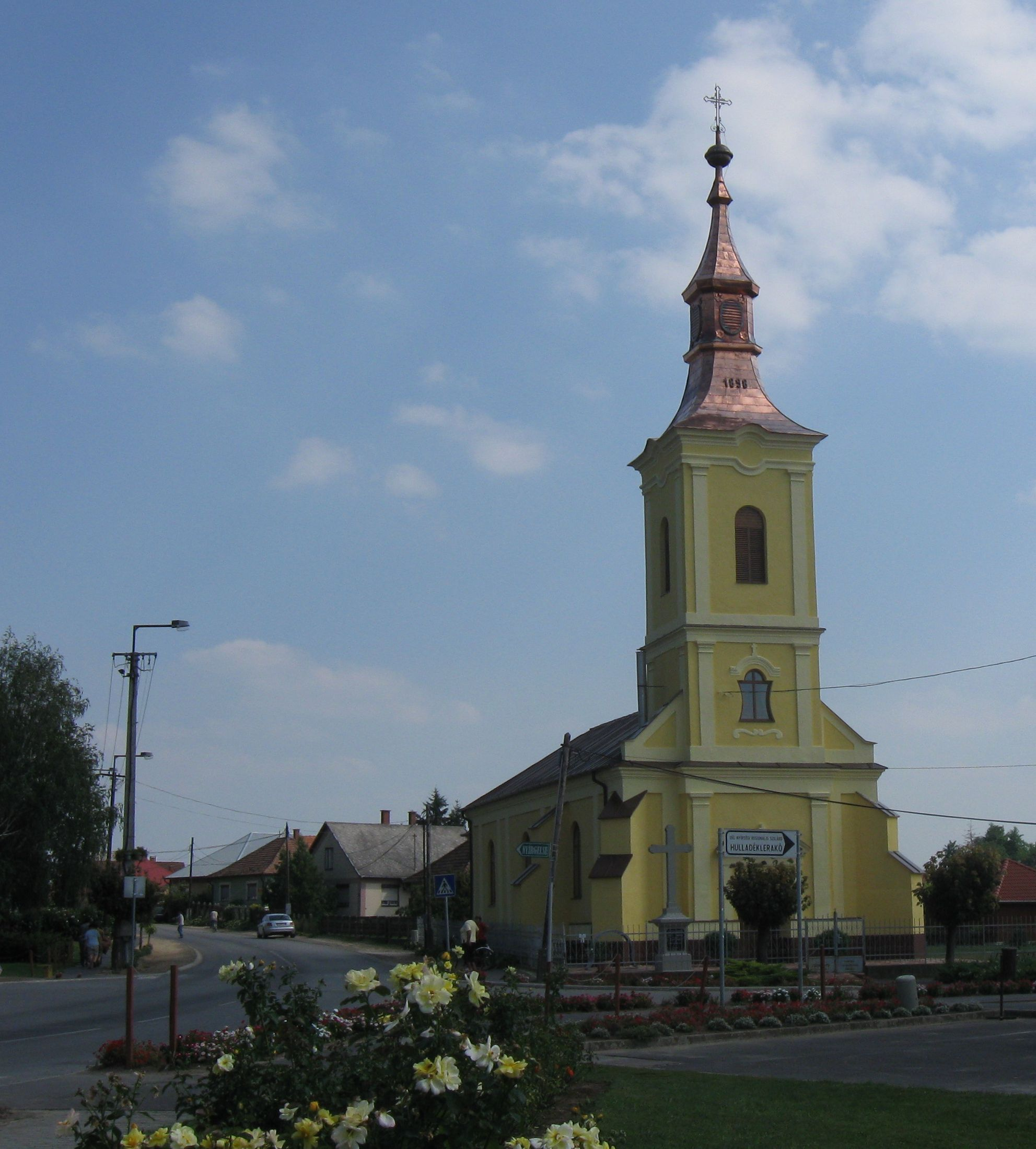
Urunk mennybemenetele görögkatolikus templom
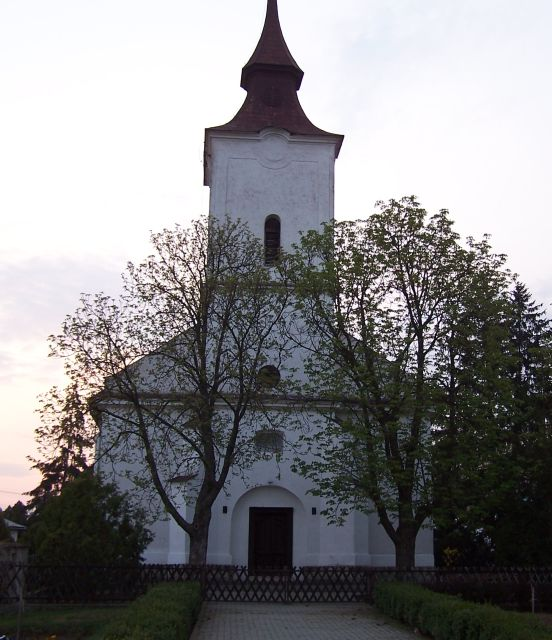
Szakolyi Református Egyházközség temploma
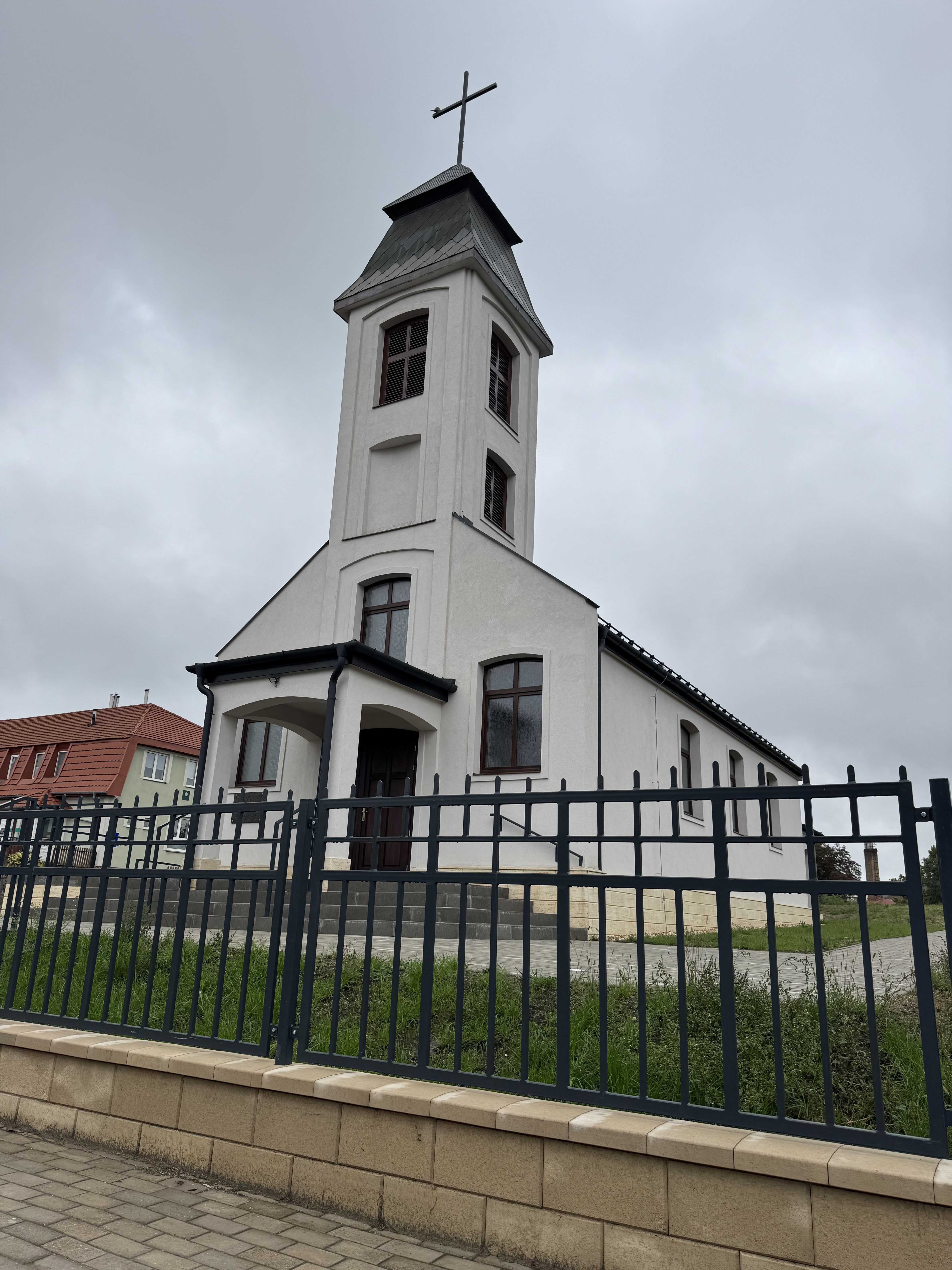
Új Római Katolikus templom

### Temetők

#### Keresztény temetők
Tiszaszőlői temető
Ide már nem temetnek.
Mihálydi úti temető
Jelenleg működő temető.
Kállói úti temető
Régi temető, ide sem temetnek már. Felszámolását tervezik.

#### Izraelita temető
A falu szélén egy erdős területen van a tiszaszőlői izraelita temető. A sírkövek egy részét széthordták, a maradékot benőtte a borostyán. Csak kettő síremlék áll a helyén, amin kohanita szimbólum van.

## Egészségügyi és szociális intézmények

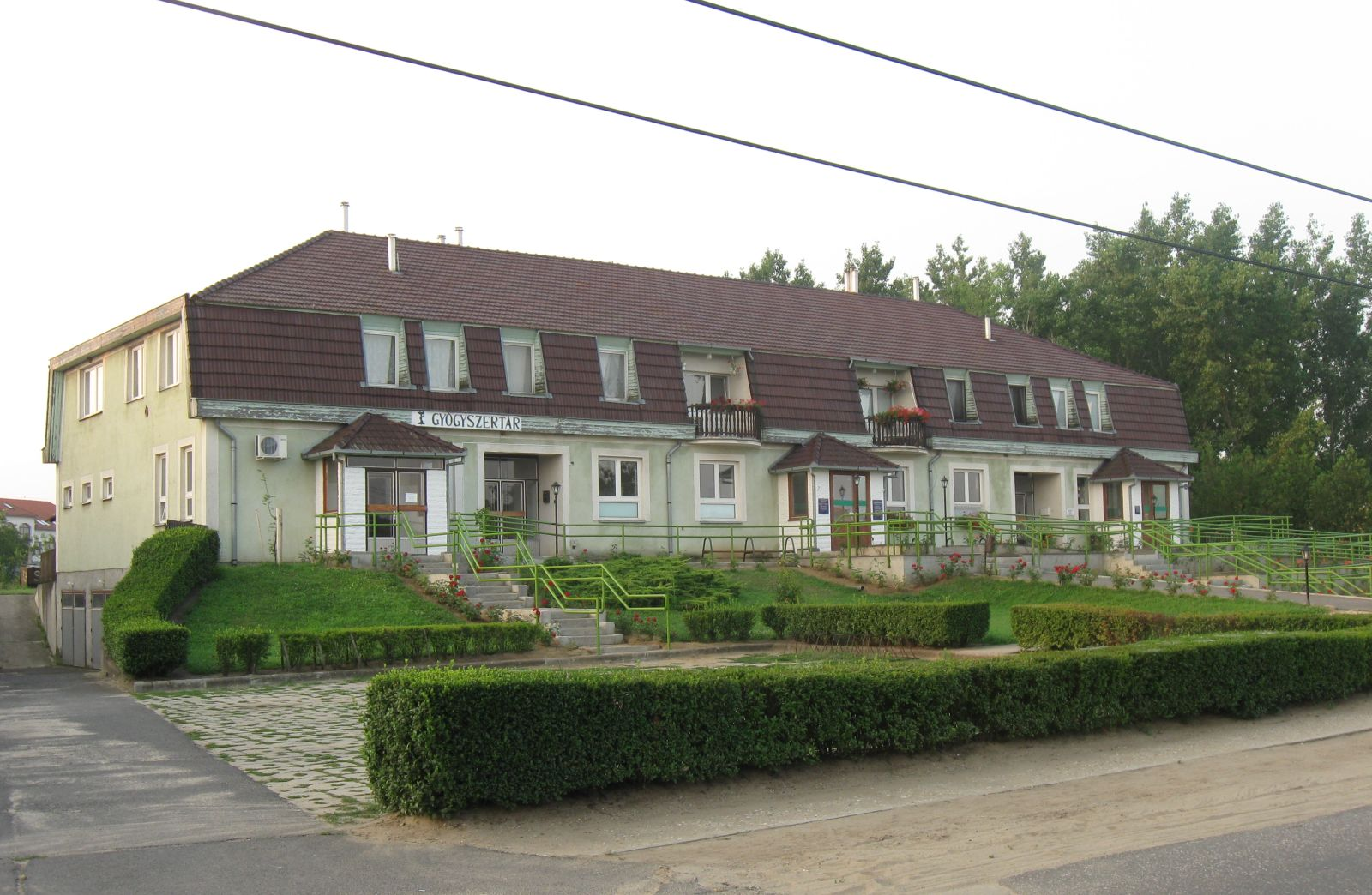
Egészségügyi központ épülete

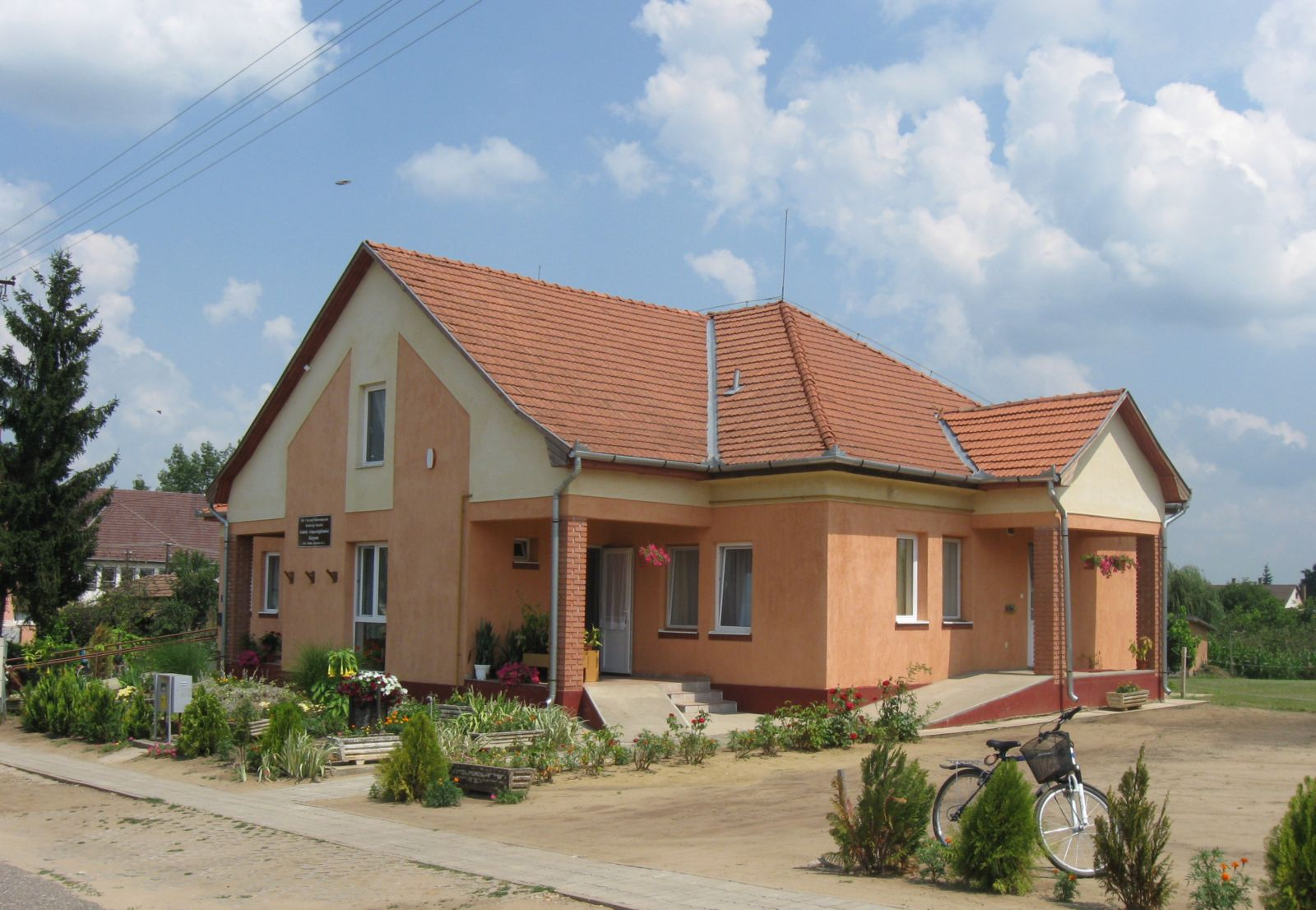
Alapszolgáltatási Központ épülete

- Egészségügyi központ (háziorvosi és védőnői szolgáltatások)
- Gyógyszertár
- Fogászati rendelő
- Szakoly Alapszolgáltatási Központ
- Módszertani Ápoló-Gondozó Otthon és Rehabilitációs Intézmény (a megyében a legelső)
- Szakoly Önkormányzati Tűzoltó Parancsnokság

## Egyéb nevezetességek
- Turul-szobor[21]
- Tájház
- Műfüves labdarúgópálya

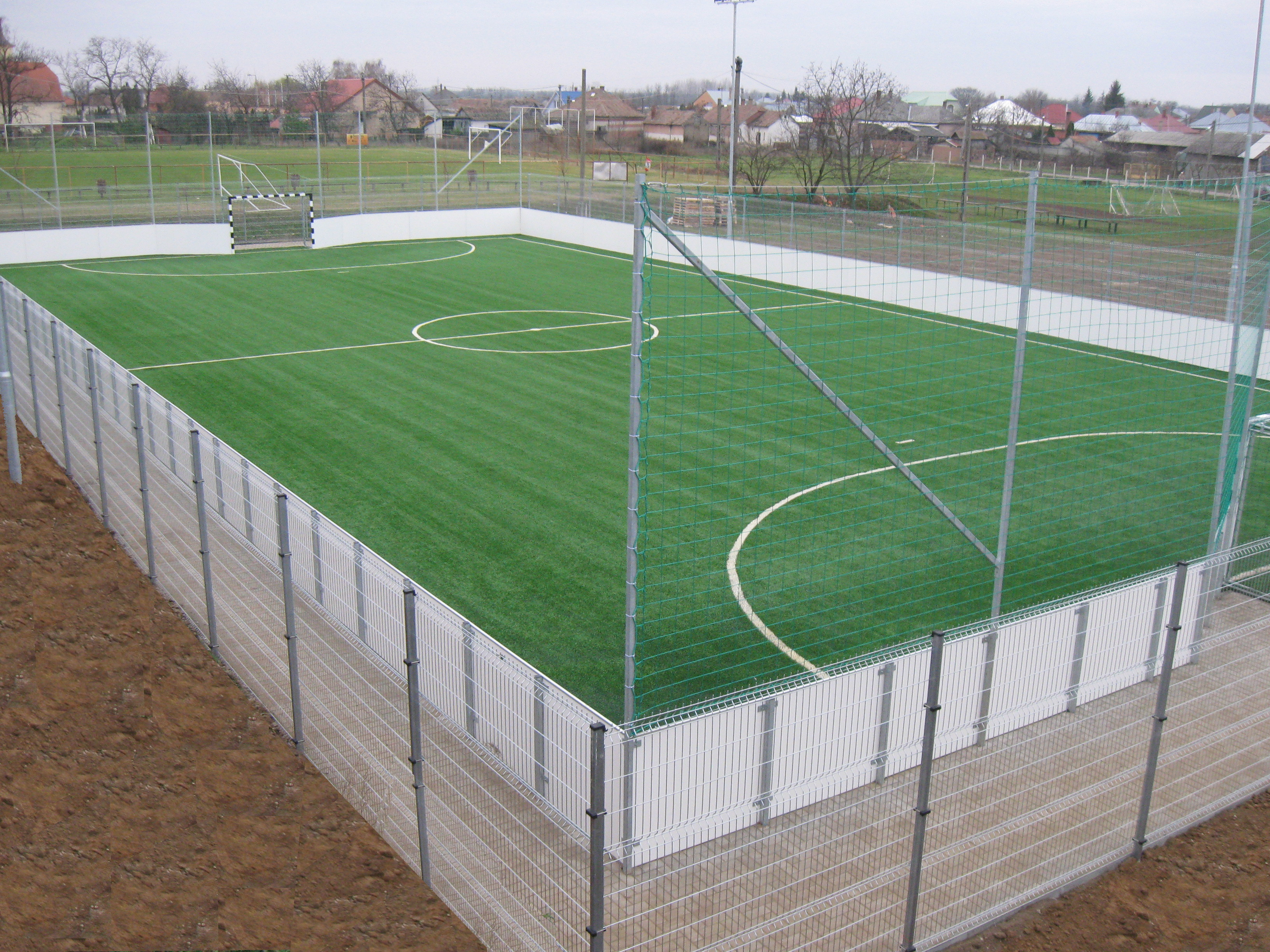
A műfüves labdarúgópálya

- Básty-kert (A település rendezvényei is itt kerülnek megrendezésre minden év nyarán. 2017. nyarán először maradt el).
- Bay-kastély

## Kulturális értékek
- Hajnalcsillag Nyugdíjas Klub Asszonykórusa
- Szakoly község településen forgatta videó klipjét a Nyughatatlan, Jaj... című zene számukhoz.[22]

### Szakoly történelmi emlékei
1978-ban Szakoly határában rengeteg 16. századi ezüstpénzt, valamint újkőkori edényeket találtak.
Később a szakolyi református templomban találtak egy 17. századi kókuszserleget, melyet napjainkban a Debreceni Református Templom Kollégiumának gyűjteményében őriznek.

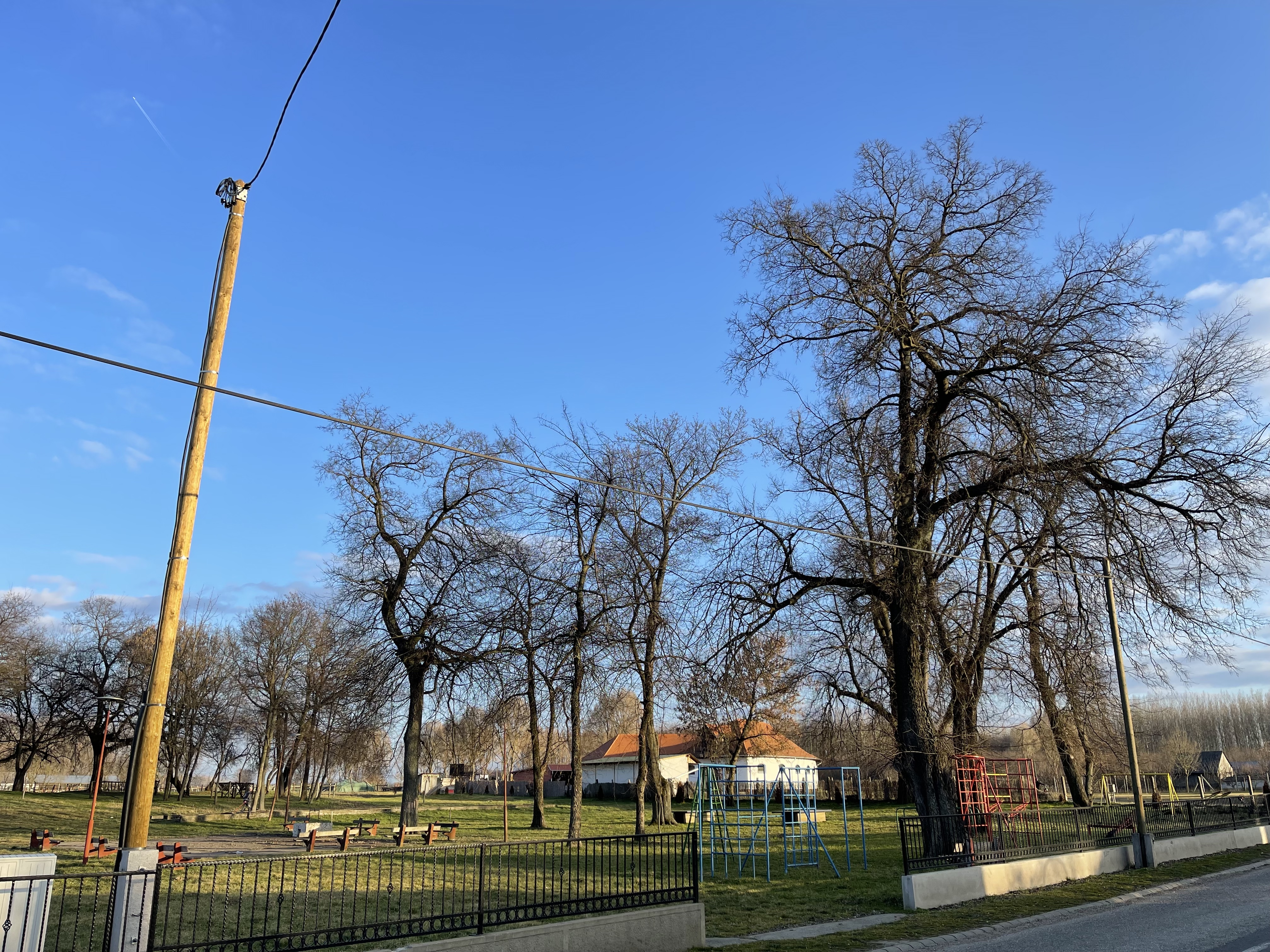
Básty-kert

2007-ben a biomasszaerőmű építése során a Kígyós-réten (Bábarét) római kori - kelta maszkok, tárgyak, görög–macedón ezüst- és aranykincseket, agyagtárgyakat, csontvázakat találtak, valamint kelta vert ezüst és öntött pénzeket. A talált kincsek mind a mai napig zárolva vannak. A leleteket a Nyíregyházi Józsa András Múzeumban őrzik, megtekintésükre nincs lehetőség, mivel szigorúan titkosak. Ezen leletek alapján, viszont biztosra vehető, hogy a település már Krisztus előtt a II-I. században is lakott volt.

## Testvértelepülései
- Erdőd, Románia
- Őrös, Szlovákia

## Régi szakolyi családok
A helyi fontosabb nagybirtokos családok a Zakoly, a Szentmiklóssy, a Tisza, a Bonczy és a Melith család voltak. A legrégebbi és leggyakoribb családnevek a településen az Elek, a Győri, a Kiss, a Kovács, a Módis, a Nagy, a Szabó, a Szűcs és a Vadon. A régi szakolyi zsidó családok közé tartozott a Weisz, a Lichtmann, a Reizmann és a Rozinger család.

## Szakoly község tanyái
Sok tanyával rendelkezik a település, ám ezek közül már csak Tiszaszőlő és Baromlaktanya lakottak, többi tanyáról az emberek beköltöztek Szakolyba. Földvártanya (Földvár) ősrégi története és a tanya neve is jelzi, hogy egykor földvár állott a település határában. Tiszatanya a 80-as évekig volt lakott tanyarész, az oda vezető utat Tiszasornak hívták (mai neve: Esze Tamás utca). (További tanyák voltak még: Miklóssytanya, Ficzfástanya)
1950-ig Szakolykert is, Szakoly tanyája volt, ám a megyehatár rendezés során átszavazták az lakosok magukat Hajdú-Bihar megyébe, így napjainkban Nyíradony része.

## Szakolyban született vagy itt élt/élő híres emberek

### [25]Szakolyban született híres emberek
- Rostosinszky Parthén Péter (Szakoly, ~1592 – ?): püspök
- Szilágyi János (Szakoly, 1930. december 21. – ) nyugalmazott vezérigazgató, Szakoly díszpolgára címmel kitüntetett személy (Szakolyért Baráti Klub alapítója)

### Szakolyban élő/élt, vagy hosszabb időt itt töltött híres emberek
- Móricz Zsigmond (1898): író (Kivilágos kivirradtig című regény)
- Dr. Kiss Tihamér (1937-től): Szakoly magánorvosa, zeneszerző (álnéven Dalnoki Tihamér: számos zeneszerzeményt jelentetett meg)